# Poranthera ericoides
Poranthera ericoides är en emblikaväxtart som beskrevs av Johann Friedrich Klotzsch. Poranthera ericoides ingår i släktet Poranthera och familjen emblikaväxter. Inga underarter finns listade i Catalogue of Life.